# Adrian Autry
Adrian Christopher Autry (Monroe, 28 febbraio 1972) è un ex cestista, allenatore di pallacanestro e dirigente sportivo statunitense.

## Palmarès
- McDonald's All-American Game (1990)
- Miglior tiratore da tre punti USBL (1999)